# Un sogno da inventare
Un sogno da inventare è il dodicesimo album del cantante Luciano Rossi, pubblicato nel 1991 dalla Venus.

## Tracce
1. Un sogno da inventare (Musso/Rossi/Serra)
2. Stagioni sbagliate (Rossi)
3. Sul pugno del falcone (Rossi)
4. Il tempo sa solo andare via (Rossi)
5. Io ti rincontrerò (Musso/Rossi)
6. Per sempre (Rossi)
7. Mi sa che t'amo ancora (Musso/Rossi)
8. Fregene (Rossi)
9. Due stelle in una mano (Musso/Rossi)
10. I sogni (Rossi)